# Affaire Anderlecht-Nottingham Forest
 (mars 2017).
L’Affaire Anderlecht - Nottingham Forest est une affaire judiciaire liée au football. Dans ce dossier, le club bruxellois d'Anderlecht est soupçonné d’avoir corrompu un arbitre lors de la demi-finale de la Coupe de l’UEFA 1984.
Cette affaire a été dévoilée en 1997, soit 13 ans après la date présumée des faits. En décembre 1999, la justice belge a officiellement acquitté le RSC Anderlecht concernant cette affaire.
Malgré le fait qu'aucune preuve formelle de corruption n’ait pu être établie, le dossier reste obscur en raison du fait que les deux principales personnalités mises en cause, l’ancien président du RSC Anderlecht, Constant Vanden Stock et l’arbitre espagnol Guruceta Muro soient décédées depuis, respectivement en 2008 et en 1987.

## Contexte
En avril 1984, le tenant du trophée de la Coupe de l'UEFA, le RSC Anderlecht élimine successivement le Banik Ostrava, le RC Lens et le Spartak Moscou pour se hisser en demi-finale. Mais au moment de recevoir en match retour le club anglais de Nottingham Forest, le club belge doit gagner, puisqu'il s'est incliné 2-0 lors de la manche aller jouée au City Ground.
Les Mauves réalisent une belle prestation et mènent 2-0, à la suite de réalisations d’Enzo Scifo et de Kenneth Brylle. Un but anglais, inscrit par Paul Hart est refusé par le trio arbitral. Un fait de jeu qui s’oublie rapidement, mais qui prend des proportions considérables…13 ans plus tard.
On s’achemine vers une prolongation quand Erwin Vandenbergh fait 3-0 et envoie Anderlecht en finale. Celle-ci est remportée par un autre club anglais, Tottenham Hotspur à la suite d'une séance de tirs au but car les deux manches se sont soldées sur le score identique de 1-1.

## Révélations
L’Affaire Anderlecht-Nottingham Forest s’articule ensuite autour de Jean Elst et René Van Aeken.
C'est Elst qui est à l’origine du scandale. Selon lui, avant le match retour contre Nottigham, Raymond De Deken, délégué du R. SC Anderlecht pour l’accueil et l’accompagnement des arbitres, serait allé trouver son président pour lui demander s'il accepterait de verser 1 million de francs belges (cs 25 000 euros) à l’arbitre espagnol Guruceta Muro. Selon Elst, De Deken était au courant que le référé connaissait à l’époque des soucis financiers en raison d’opérations immobilières sur la Côte d’Azur.
Jean Elst affirme avoir reçu l’argent de De Deken à l’Hôtel Hilton de Bruxelles avec pour mission de faire parvenir la somme à l’arbitre.
Elst aurait alors, selon ses dires, écouté les conversations des dirigeants du SC Anderlecht, enregistré certaines (mais il n'a jamais fourni les enregistrements) et aurait obtenu des documents compromettants. Il aurait alors fait chanter les dirigeants anderlechtois et plus particulièrement le président Constant Vanden Stock. 
Elst est ensuite emprisonné. René Van Aeken intervient alors, déclarant être entré en possession du dossier. Van Aeken n’aurait rien fait du dossier, jusqu’à ce qu’une dispute avec Elst lui fasse perdre 18 millions de Francs belges (ca 450 000 euros).
A cours de fonds, Van Aeken aurait fait chanter le président anderlechtois. 
En 1996, Constant Vanden Stock remet la présidence du RSC Anderlecht à son fils Roger. Constant Vanden Stock aurait ensuite refusé de continuer à payer le duo.

## Plainte pour chantage et révélation publique
C'est Roger Vanden Stock, donc devenu président du SC Anderlecht qui décide alors de saisir la justice et de déposer plainte pour chantage. La Justice belge, tout comme l’UEFA, ouvre une enquête.
Une fois les premiers soupçons évoqués par la presse, les deux protagonistes anversois affirment que le match contre Nottingham n’est qu’un petit exemple et qu’Anderlecht aurait acheté plusieurs autres rencontres européennes mais aussi dans la compétition belge. Secrétaire Général de l’URBSFA, Alain Courtois est un temps mis en cause car il aurait eu connaissance du dossier dès 1992, mais aurait étouffé l’affaire.

## L'année 1997
En septembre 1997, l'affaire rebondit. Dans une interview avec le journaliste de la RTBF Frank Baudoncq, l’ancien président Constant Vanden Stock déclare: «qu’il a donné un million de francs (belges) à un arbitre qui en avait besoin !».
L’ancien patron promet « n’avoir eu aucun contact avec l’arbitre et que l’argent a été remis à R. De Deken qui devait le transmettre à Jean Elst ». Guruceta Muro meurt dans un accident de voiture en 1987 sans avoir été interrogé.
D’après C. Vanden Stock, l’argent provenait de ses fonds propres et non de ceux du club.

## Conséquences
La principale conséquence de cette affaire est la perte de crédibilité et le ternissement de l’image du SC Anderlecht. Le football belge se remet alors du choc provoqué par le Drame du Heysel (en 1985).
Nottingham Forest intente une action en justice. Celle-ci aboutit par le classement de l’affaire après que le club renonce à sa poursuite en 2007. Jean Elst et René Van Aeklen sont accusés de chantage.
Le dossier composé par la paire « Elst-Van Aeken » à l’encontre d’Anderlecht n'est pas reconnu comme recevable par la justice belge. L’instruction ouverte contre le R. SC Anderlecht est classée et le club innocenté le 9 décembre 1999.
Entre les révélations du duo « Elst-Van Aeken » en 1996, leur développement en 1997 puis le classement du dossier par l'UEFA et l'acquittement d'Anderlecht en 1999, l'affaire Bosman se conclut avec l'arrêt de la Cour européenne de justice en décembre 1998. 
Anderlecht  est reconnu coupable par l'UEFA et condamné à un an de suspension de coupe d'Europe, mais le club fait appel auprès du TAS qui annule la punition pour vice de procédure et dépassement du délai légal de dix ans,